# Ariya Daivari
Ariya Daivari (آریا داوری in lingua farsi; Plymouth, 11 aprile 1989) è un wrestler iraniano naturalizzato statunitense sotto contratto con la All Elite Wrestling, dove si esibisce con il ring name Ari Daivari.
Ariya è il fratello del wrestler Shawn Daivari, ed è stato sotto contratto con la WWE dal 2016 al 2021.

## Carriera

### Circuito indipendente (2006–2016)
Dopo aver praticato il Tae Kwon Do e wrestling amatoriale a scuola, Ariya venne allenato nel wrestling professionale dal fratello Dara (meglio conosciuto come Daivari in WWE) e da Arik Cannon. Venne anche allenato da altri due famosi wrestler della WWE, Shelton Benjamin e Ken Anderson (conosciuto anche come Mr. Kennedy). Il suo debutto è avvenuto il 26 settembre del 2006 nella Midwest Pro Wrestling Academy al First Avenue nightclub. Ha combattuto in varie federazioni negli Stati Uniti come la Ring of Honor, la Global Force Wrestling e la Total Nonstop Action's India project Ring Ka King. In Minnesota ha combattuto anche nella Prime Time Wrestling.

### WWE (2016–2021, 2022)

#### Cruiserweight Classic (2016)
Ariya partecipò al torneo del Cruiserweight Classic, dove nei sedicesimi di finale del 13 giugno Daivari venne eliminato da Ho Ho Lun. Il torneo, alla fine, venne vinto da T.J. Perkins, il quale venne premiato con il Cruiserweight Championship.

#### Rawe205 Live(2016–2018)
Nonostante la sconfitta nei sedicesimi di finale nel Cruiserweight Classic, Daivari fece il suo debutto nel roster di Raw il 10 ottobre 2016, come membro della divisione dei pesi leggeri. Il 30 ottobre, a Hell in a Cell, Daivari, Drew Gulak e Tony Nese vennero sconfitti da Cedric Alexander, Lince Dorado e Sin Cara. Il 20 novembre, nel Kick-off di Survivor Series, Daivari, Drew Gulak e Tony Nese vennero sconfitti da Noam Dar, Rich Swann e TJ Perkins. Nella puntata di 205 Live del 17 gennaio Daivari venne sconfitto da Jack Gallagher, con cui aveva iniziato una breve faida, nel primo "I Forfait" match della storia. Nella puntata di 205 Live del 1º agosto Ariya affrontò Akira Tozawa con il palio l'opportunità di sfidare Neville per il Cruiserweight Championship a SummerSlam ma venne sconfitto. Nella puntata di Raw del 27 novembre Ariya prese parte ad un Fatal 4-Way match che includeva anche Akira Tozawa, Noam Dar e Rich Swann per determinare uno dei due sfidanti che si sarebbero affrontati per determinare il nuovo contendente n°1 al Cruiserweight Championship di Enzo Amore ma il match è stato vinto da Swann. L'11 dicembre a Raw, a seguito della sospensione di Swann, Ariya partecipò ad un Fatal 4-Way match che includeva anche Cedric Alexander, Mustafa Ali e Tony Nese per determinare uno dei due sfidanti che si sarebbero affrontati per determinare il nuovo contendente n°1 al Cruiserweight Championship di Enzo Amore ma il match venne vinto da Alexander. Nella puntata di 205 Live del 20 febbraio Daivari venne sconfitto da Buddy Murphy negli ottavi di finale di un torneo per la riassegnazione del Cruiserweight Championship.

#### Ritorno a205 LiveeNXT(2018–2021)
Dopo un lungo infortunio, Daivari tornò a sorpresa nella puntata di 205 Live del 28 novembre dove attaccò brutalmente il jobber Levi Cruise al termine del match perso contro Hideo Itami; Daivari, infatti, si alleò con lo stesso Itami. Nella puntata di 205 Live del 16 aprile Daivari vinse un Fatal 4-Way match contro Akira Tozawa, Gran Metalik e Mike Kanellis, diventando il contendente n°1 al Cruiserweight Championship di Tony Nese. Nella puntata di 205 Live del 23 aprile Daivari sconfisse Oney Lorcan, conservando il suo status di contendente n°1 al Cruiserweight Championship. Il 19 maggio, a Money in the Bank, Daivari affrontò Nese per il Cruiserweight Championship ma venne sconfitto. Nella puntata di 205 Live del 21 maggio Daivari partecipò ad un Fatal 5-Way match che includeva anche Akira Tozawa, The Brian Kendrick, Mike Kanellis e Oney Lorcan per determinare il contendente n°1 al Cruiserweight Championship di Tony Nese ma il match venne vinto da Tozawa. Nella puntata di 205 Live del 6 agosto Daivari partecipò ad un Six-Pack Challenge match che comprendeva anche Akira Tozawa, Gentleman Jack Gallagher, Kalisto, Oney Lorcan e Tony Nese per determinare il contendente n°1 al Cruiserweight Championship di Drew Gulak ma il match venne vinto da Lorcan. Nella puntata di 205 Live del 13 novembre 2020 Daivari partecipò ad un Fatal 5-Way match che comprendeva anche Ashante "Thee" Adonis, August Grey, Curt Stallion e Tony Nese per determinare il contendente n°1 all'NXT Cruiserweight Championship di Santos Escobar ma il match venne vinto da Stallion. Nella puntata di 205 Live del 22 gennaio Daivari e Tony Nese vennero sconfitti da Timothy Thatcher e Tommaso Ciampa negli ottavi di finale del Dusty Rhodes Tag Team Classic.
Il 25 giugno Daivari venne rilasciato dalla WWE.
Daivari venne poi brevemente richiamato come produttore nell'aprile del 2022, prima di venire rilasciato tre mesi dopo.

### New Japan Pro-Wrestling (2021–presente)
Il 28 settembre 2021 venne annunciato che Daivari avrebbe debuttato nella New Japan Pro-Wrestling a New Japan Showdown affrontando prima Alex Zayne la prima serata e Chris Bey e El Phantasmo, in coppia con Lio Rush, nella seconda serata. Sarebbe poi tornato il 18 giugno 2022, a NJPW Strong, sconfiggendo Delirious.

### National Wrestling Alliance (2022–presente)
Il 16 aprile 2022 Daivari fece il suo debutto nella National Wrestling Alliance venendo sconfitto da Nick Aldis. Sconfisse poi J Spade e Sal Rinauro.

## Vita privata
Daivari si è laureato alla Wayzata High School a Plymouth, Minnesota.

## Personaggio

### Mosse finali
- Cobra clutch, a volte in posizione seduta – 2017–2018
- Hammerlock lariat – 2017–2021
- Magic Carpet Ride (Diving body splash durante una Persian rug) – Circuito indipendente
- Persian Lion Splash (Frog splash)

### Soprannomi
- "The Persian Lion"
- "The Sheik of the Cruiserweights"

## Titoli e riconoscimenti
- American Wrestling Federation
  - AWF Heavyweight Championship (2)
- F1RST Wrestling
  - F1RST Wrestlepalooza Championship (1)
- Heavy On Wrestling
  - HOW Undisputed Championship (1)
- Insane Championship Wrestling
  - ICW Tag Team Championship (1) – con Shawn Daivari
- National Wrestling Alliance Midwest
  - NWA Midwest X-Division Championship (1)
- National Wrestling Alliance Wisconsin
  - NWA Wisconsin Tag Team Championship (1) – con Dysfunction
- Pro Wrestling Illustrated
  - 201º tra i 500 migliori wrestler singoli secondo PWI 500 (2017)